# Ordrup (stacja kolejowa)
Ordrup (duń. Ordrup Station) – przystanek kolejowy w miejscowości Ordrup, w Regionie Stołecznym, w Danii. Znajduje się na podmiejskiej linii kolejowej Klampenborgbanen.
Obsługiwany jest wyłącznie przez pociągi S-tog linii C.
Główny budynek dworca został zaprojektowany przez duńskiego architekta K.T. Seest w stylu neoklasycystycznym. Stacja została umieszczona na liście zabytków w 1992 roku. Stacja została wyremontowana przez Gottlieb Paludan Architects w 2014 r.

## Linie kolejowe
- Klampenborgbanen